# Maloya
El Maloya és un estil de música, cant i dansa nadiu de l'illa de la Reunió. Mestís des dels seus orígens, el Maloya és una creació dels esclaus africans de les plantacions de canyes de sucre, que després van fer seva tots els habitants de l'illa. Maloya està catalogat com a Patrimoni Cultural Immaterial de la Humanitat per la UNESCO des de l'1 octubre 2009.

## Història
En els seus inicis revestia la forma d'un diàleg entre un solista i un cor acompanyat d'instruments de percussió, però avui està cobrant formes cada vegada més variades tant en les lletres de les seves cançons com en els instruments utilitzats (djembé, sintetitzadors, bateries, etc .). En els seus orígens el Maloya acompanyava els rituals de veneració dels avantpassats, però a poc a poc va ser transformant en cants de lament i protesta dels esclaus. En els últims trenta anys s'ha convertit en una música representativa de la identitat de la població illenca. Cantat i ballat en escena per artistes professionals o semiprofessionals, el Maloya s'ha barrejat amb el rock, el reggae i el jazz, i inspira la poesia i el "slam".
Aquesta música es manté viva gràcies a uns 300 grups musicals registrats, alguns dels quals hi ha artistes mundialment coneguts (com Danyel Waro) i a l'ensenyament musical especialitzat que s'imparteix al Conservatori de la Reunió.
Factor d'identitat nacional, exemple de mestissatge, portador essencial de valors morals i model d'integració cultural, el Maloya es veu però amenaçat per l'evolució social, la desaparició de les seves figures més importants i l'extinció del culte als avantpassats.